# The Korea Times
Кореа Таймс або Корейські часи (кор. 코리아타임스, 韓國日報; англ. The Korea Times) — є найстарішою, щоденною газетою та однією з трьох основних газет англійською мовою в Південній Кореї разом з The Korea Herald та Korea JoongAng Daily.
Газета є частиною південнокорейської видавничої компанії Hankook Ilbo Media Group.
З моменту свого створення, 1 листопада 1950 року The Korea Times вважає себе воротами до Південної Кореї для англомовних відвідувачів та дипломатичного корпусу. Охоплення газетою сфер включає політику, суспільство, бізнес, фінанси, культуру та спорт. В останні роки The Korea Times також публікує щотижневий розділ «Іноземне співтовариство». Вона також публікує ліцензований вміст з американських газет Los Angeles Times (World) і The New York Times.